# Pandèmia de COVID-19 al Togo
La propagació de la pandèmia per coronavirus de 2019-2020 al Togo es va detectar el 6 de març de 2020 amb el cas confirmat d'una ciutadana togolesa que havia viatjat a diversos països d'Europa i d'Àfrica. Nogensmenys, l'epidèmia només començà la seva vertadera progressió a partir del 20 de març.
El 27 de març s'enregistrà la primera mort, un home de 49 que patia d'asma i havia estat a Bèlgica recentment.
En data del 19 d'abril, el país comptava 84 casos confirmats, 52 persones guarides i 5 víctimes mortals.

## Cronologia
El 6 de març, les autoritats togoleses anunciaren el primer cas confirmat amb COVID-19, una dona togolesa de 42 anys que havia viatjat per Europa (Alemanya i França) i Àfrica (Turquia i Benin) abans de tornar al Togo. El mateix dia, es va informar que es trobava atesa en quarantena i que la seva condició.
Després d'un període quiet, el 20 de març es declarà l'existència de nou casos confirmats al país. Mentrestant, la primera pacient ja havia guarit com ho va revelar el ministeri de Salut.
L'endemà s'hi afegiren set nous casos confirmats. Per a poder controlar i frenar l'expansió del virus al territori togolès, es tancaren les fronteres del país. Les ciutats de Lomé, Tsévié, Kpalimé i Sokodé començaren una quarantena a partir del 20 de març prevista per durar dues setmanes.
El govern togolès va anunciar la primera víctima mortal del Covid-19 el 27 de març. Es tractava de Dominique Aliziou, de 49 anys, el director de publicació d'un setmanari, Chronique de la Semaine, que patia d'asma i havia emmalaltit després de la seva tornada de Bèlgica el 17 de març.
Al setembre de 2021, Togo amplia l'estat d’emergència sanitària fins al setembre de 2022 després de l’augment de nous casos de coronavirus en les darreres setmanes. L’accés als edificis administratius està supeditat a la presentació d’un passi de vacuna Covid-19.

## Dades estadístiques
Evolució del nombre de persones infectades amb COVID-19 al Togo
Evolució del nombre de morts del COVID-19 al Togo